# 天草市立五和西中学校
天草市立五和西中学校（あまくさしりつ いつわにしちゅうがっこう）は、かつて熊本県天草市五和町手野にあった中学校。

## 沿革
- 1947年（昭和22年）4月 - 手野村立内野中学校、二江村立二江中学校創立
- 1955年（昭和30年）- 五和町立内野中学校、五和町立二江中学校と改称
- 1964年（昭和39年）- 統合し五和西中学校となる
- 2006年（平成18年）- 天草市立五和西中学校と改称
- 2012年（平成24年）- 五和東中学校と統合し、天草市立五和中学校となる。

## 学校周辺
- 熊本県道47号本渡五和線